# Neferkare II.
Neferkare II. byl egyptský faraon z 8. dynastie během prvního přechodného období. Zmínky o něm pocházejí z abydoského seznamu králů, na turínském královském papyru však chybí. Sídlil v Memfisu. Jürgen von Beckerath identifikoval Neferkareho s faraonem Wadžkarem, to však odmítl Darrel Baker. Thomas Schneider Wadžkara ztotožňuje s Neferkarem II. nebo Neferirkarem. Neferkare II. byl synem Pepiho II. a Anchesenpepi IV.